# Atlético Sport Aviação (football)
Maillots
Actualités
L'Atlético Sport Aviação est un club de football angolais basé à Luanda.

## Palmarès
- Championnat d'Angola (7)
  - Champion : 1965, 1966, 1967, 1968, 2002[4], 2003[5], 2004[6]

- Coupe d'Angola (3)
  - Vainqueur : 1995, 2005, 2010[7]
  - Finaliste : 1993, 1999

- Supercoupe d'Angola (6)
  - Vainqueur : 1996, 2003, 2004[8], 2005, 2006, 2011[9]
  - Finaliste : 1994

## Anciens joueurs
- Jacinto Pereira
- Jamba
- Love
- Yamba Asha